# Курмангази (фільм)
«Курмангази» — радянський телефільм 1974 року, знятий режисером Борисом Тьоткіним і Турашем Ібраєвим на Казахському телебаченні.

## Сюжет
Про видатного казахського народного композитора Курмангази Сабирбаєва.

## У ролях
- Нурмухан Жантурін — Курмангази
- Євген Діордієв — головна роль

## Знімальна група
- Режисери — Борис Тьоткін, Тураш Ібраєв
- Сценарист — Хаміт Єргалієв
- Оператор — Іскандер Тинишпаєв